# Cybinka (gmina)
Cybinka – gmina miejsko-wiejska w Polsce położona w województwie lubuskim, w powiecie słubickim. W latach 1975–1998 gmina administracyjnie należała do województwa zielonogórskiego.
Siedziba gminy to Cybinka.
Według danych z 30 czerwca 2009 gminę zamieszkiwały 6774 osoby.

## Ochrona przyrody
Na obszarze gminy znajduje się rezerwat przyrody Młodno chroniący torfowisko niskie i fragment łąk z charakterystycznymi zespołami roślinnymi oraz stanowisko chronionych gatunków roślin i zwierząt.

## Struktura powierzchni
Według danych z roku 2002 gmina Cybinka ma obszar 279,72 km², w tym:
- użytki rolne: 32%
- użytki leśne: 59%

Gmina stanowi 27,98% powierzchni powiatu.

## Demografia
Dane z 30 czerwca 2008:
| Opis                              | Ogółem | Ogółem | Kobiety | Kobiety | Mężczyźni | Mężczyźni |
| --------------------------------- | ------ | ------ | ------- | ------- | --------- | --------- |
| jednostka                         | osób   | %      | osób    | %       | osób      | %         |
| populacja                         | 6781   | 100    | 3375    | 49,8    | 3406      | 50,2      |
| gęstość zaludnienia (mieszk./km²) | 24,2   | 24,2   | 12      | 12      | 12,1      | 12,1      |

- Piramida wieku mieszkańców gminy Cybinka w 2014 roku[2].

## Miejscowości
| - Białków - Białkówek - Bieganów - Cybinka - Drzeniów - Grzmiąca - Kłopot - Koziczyn - Krzesin | - Maczków - Mielesznica - Radzików - Rąpice - Rybojedzko - Sądów - Szydłów - Tawęcin - Urad |  |

## Sąsiednie gminy
Gubin, Maszewo, Rzepin, Słubice, gmina Torzym. Gmina sąsiaduje z Niemcami.